# Shoaib Bashir
Shoaib Bashir (* 13. Oktober 2003 in Chertsey, Vereinigtes Königreich) ist ein englischer Cricketspieler, der seit 2024 für die englische Nationalmannschaft spielt.

## Aktive Karriere
Shoaib Bashir erhielt einen Vertrag mit dem Somerset County Cricket Club nachdem er bei einem Trial überzeugen konnte und gab sein First-Class-Debüt im Juni 2023. Überraschend erhielt er dann bei der im Januar 2024 stattfindenden Tour in Indien seine Nominierung für die Nationalmannschaft. Dort erzielte er bei seinem Debüt drei Wickets (3/168) und konnte im zweiten Spiel insgesamt acht Wickets (5/119 & 3/79) beisteuern. Im dritten Test gelang ihm dann ein Five-for (5/173). Da er es schwer hatte sich bei Somerset gegen Jack Leach durchzusetzen wurde er im Sommer 2024 an den Worcestershire County Cricket Club verliehen. Bei der Test-Serie gegen die West Indies wurde er jedoch Leach vorgezogen und konnte dort im zweiten Spiel mit 5 Wickets für 41 Run den Sieg sichern. Zum Ende der Saison kam er in der Test-Serie gegen Sri Lanka zum Einsatz und konnte dort im ersten Spiel drei Wickets (3/55) erreichen.